# Konrad Weise
Pour les articles homonymes, voir Weise.
Konrad Weise est un footballeur et entraîneur est-allemand, né le 17 août 1951 à Greiz.

## Biographie
En tant que défenseur, il fut international est-allemand à 86 reprises (1970-1981) pour 2 buts.
Il participa aux Jeux olympiques 1972. Il fut titulaire dans tous les matchs (URSS, RFA, Mexique, Hongrie, Pologne, Ghana, Colombie) et obtint la médaille de bronze.
Il participa à la Coupe du monde de football de 1974, en RFA. Il joua tous les matchs (Australie, Chili, RFA, Brésil, Pays-Bas et Argentine).
Il fut médaillé d’or aux Jeux olympiques 1976. Il fut titulaire dans tous les matchs (Brésil, Espagne, France, URSS, Pologne).
Au cours de sa carrière il joua dans un seul club : le FC Carl Zeiss Iéna (1970-1986). Avec ce club, il remporta 3 fois la Coupe de RDA. Il fut également finaliste de la Coupe d'Europe des vainqueurs de coupe de football en 1981.
Par la suite, il fut entraîneur du FSV Zwickau (1999-2002) et du 1.FC Gera 03 (2003-2005).

## Clubs
En tant que joueur
- 1970-1986 :  FC Carl Zeiss Iéna

En tant qu’entraîneur
- 1999-2002 :  FSV Zwickau
- 2003-2005 :  1.FC Gera 03

## Palmarès
- Championnat de RDA de football
  - Vice-champion en 1971, en 1973, en 1974, en 1975 et en 1981
- Coupe d'Europe des vainqueurs de coupe
  - Finaliste en 1981
- Coupe d'Allemagne de l'Est de football
  - Vainqueur en 1972, en 1974 et en 1980
- Jeux olympiques
  - Médaille d’or en 1976
  - Médaille de bronze en 1972